# Seize
Seize — британский электро-индустриальный музыкальный проект Сандрин Гурью и Стивена Янга, основанный в 1997 году.

## История
Проект был основан Сандрин Гурью (Sandrine Gouriou) и Стивеном Янгом (Steven Young) в 1997 году под названием Seize the Day, однако через год название сократилось до Seize.
В 1999 году группа Seize выпустила свой дебютный EP Blades, а в 2000 — дебютный LP Lunacy. В 2002 году к коллективу присоединилась бас-гитаристка Роузи Харрис (Rosie Harris).
В 2003 году группа подписала контракт с бельгийским лейблом Alfa Matrix и выпустила второй альбом The Other Side Of Your Mind, который вышел как обычным изданием на CD, так и ограниченным изданием 2CD, на второй диск которого вошли ремиксы групп лейбла Alfa Matrix. Сама группа Seize сделала многочисленные ремиксы для таких групп, как Colony 5, In The Nursery, Hungry Lucy, Glis, Neikka RPM и Implant.
В 2005 году Seize гастролировала вместе с Стивом Стрэйнджем (Steve Strange) как поддерживающая группа для Visage, выступив перед аудиторией в 10 тысяч человек. В следующем 2006 году в турне к Seize присоединился барабанщик Шон Сулеман (Sean Suleman), который позже перешёл в Mesh. Группа выступала с такими командами, как Apoptygma Berzerk и Front 242.
В 2009 году Seize выпустила третий альбом — Constant Fight, также вышедший в двух вариантах: обычном и двухдисковом, с бонусным альбомом Rematch и специальным оформлением. На главный сингл с альбома «Who’s Your Teacher?» был снят видеоклип. В 2009 году в группу вошли два новых участника — бельгийский барабанщик Мишель Радермеккер (Michel Radermecker) и гитарист-мультинструменталист Пол Джеффри (Paul Jeffrey).

## Состав
- Сандрин Гурью — вокал, тексты, музыка, программирование, семплы, клавиши
- Стивен Янг — бэк-вокал, тексты, музыка, программирование, семплы, клавиши
- Роузи Харрис — бэк-вокал, клавиши, бас, визуальные эффекты
- Мишель Радермеккер — барабаны, перкуссия
- Пол Джеффри — гитара, E-bow, клавиши, бэк-вокал

Бывшие участники
- Шон Сулеман — барабаны, перкуссия

## Дискография

### Альбомы
- Lunacy (2000)
- The Other Side of Your Mind (Alfa Matrix, 2003)
- Constant Fight (Alfa Matrix, 2009) (как бонус с Constant Fight только в Limited Edition продаётся альбом Rematch)

### Мини-альбомы
- Blades (1999)

### Ремиксы
- mind.in.a.box — Certainty
- Sleepthief feat. Kirst Hakshaw — The Chauffeur
- Trauma Pet — Controlled Hysteria
- Monochrome — Rivited
- In The Nursery — Caprice
- Neikka RPM — Want to Feel Your Soul
- Goteki — Geisha Deconstruct
- Hungry Lucy — Telltale Shot
- Implant — The Age of Experiment
- Glis — Breakaway
- Aiboforcen — Psychosomatic Complaints
- Mnemonic — Therapy

### Сборники
- Diva X Michina 4 (COP International) — Unbrakable (Broken Mix)
- Interbreeding: Industrial Cyberlords (BLC Productions) — Lost in Space
- Cyberl@b 4.0 (AM) — Don’t Let Me
- :Per:Version: Vol. 11 (Ritual) — 100 Years
- Cryonica Tanz V.3 (Cryonica Music) — Unbreakable (Broken Mix)
- Re: connected 1.0 (AM) — Wishful Thinking (Tibia Kickin' Mix)
- Sounds From the Matrix 01 (AM) — Unbreakable (Broken Mix)
- Square Matrix 2004 (AM) — Unbreakable, Don’t Let Me, Too Good To Be True
- The Dark Entries Into The Matrix (AM) — Unbreakable
- Sampler 2005 (Je M’en Fish) — The Other Side
- Sounds From the Matrix 02 (AM) — Wishful Thinking
- State of Synthpop (A Different Drum) — Unbreakable
- Synthphony REMIxed! Vol. 3 (Synthphony Records) — Unbreakable
- Re: connected 2.0 (AM) — Craving (Press the Mushroom Mix)
- Sounds From the Matrix 05 (AM) — Craving (Press the Mushroom Mix)
- Sounds From the Matrix 06 (AM) — Who’s Your Teacher?
- re: connected 3 (AM) — Virtual Love, Who’s Your Teacher (video)
- electropop (Conzzom) — Craving (Press the Mushroom Mix)
- Sounds From the Matrix 07 — Who’s your Teacher
- A Tribute to Depeche Mode — Shake the Disease
- New Signs and Sounds (Zillo) — Virtual Love
- Sounds From the Matrix 08 (AM) — Virtual Love

### Клипы
- 2008 — Who's Your Teacher? на YouTube